# Odonsläktet
Odonsläktet, blåbärssläktet eller skogsbär (Vaccinium) är ett växtsläkte med buskar i familjen ljungväxter. Släktet beskrevs av Carl von Linné 1753 och typarten är odon (Vaccinium uliginosum). Släktet omfattar omkring 450 arter, bland annat blåbär och lingon. De flesta arterna finns på norra halvklotets svalare områden, men det finns även tropiska arter från så skilda områden som Madagaskar och Hawaii. Odonsläktet växer främst i hedlandskap och gles skog.
Tranbärsarterna (V. erythrocarpum, macrocarpon, microcarpon och oxycoccus) anses av vissa botaniker utgöra ett eget släkte, Oxycoccus. Naturhistoriska Riksmuseet i Sverige anger dock att dessa arter ingår i odonsläktet.

## Arter
Enligt Catalogue of Life består släktet av följande 482 taxa:

- Vaccinium absconditum
- Vaccinium acrobracteatum
- Vaccinium acuminatissimum
- Vaccinium acutissimum
- Vaccinium adenochaetum
- Vaccinium adenopodum
- Vaccinium adenotrichum
- Vaccinium agusanense
- Vaccinium aitapense
- Vaccinium alaskaense
- Vaccinium albicans
- Vaccinium albidens
- Vaccinium almedae
- Vaccinium altiterrae
- Vaccinium alvarezii
- Vaccinium amakhangium
- Vaccinium amazonicum
- Vaccinium ambivalens
- Vaccinium amblyandrum
- Vaccinium amphoterum
- Vaccinium amplexicaule
- Vaccinium ampullaceum
- Vaccinium andersonii
- Vaccinium angiense
- Vaccinium angustifolium
- Vaccinium apiculatum
- Vaccinium apophysatum
- Vaccinium appendiculatum
- Vaccinium apricum
- Vaccinium arboreum
- Vaccinium arbutoides
- Vaccinium arctostaphylos
- Vaccinium ardisioides
- Vaccinium aristatum
- Vaccinium artum
- Vaccinium atlanticum
- Vaccinium aucupis
- Vaccinium auriculifolium
- Vaccinium bancanum
- Vaccinium banksii
- Vaccinium barandanum
- Vaccinium barbatum
- Vaccinium bartlettii
- Vaccinium benguetense
- Vaccinium besagiense
- Vaccinium bigibbum
- Vaccinium bissei
- Vaccinium blepharocalyx
- Vaccinium bocatorense
- Vaccinium bodenii
- Vaccinium boninense
- Vaccinium boreale
- Vaccinium borneense
- Vaccinium brachyandrum
- Vaccinium brachybotrys
- Vaccinium brachycladum
- Vaccinium brachygyne
- Vaccinium brachytrichum
- Vaccinium bracteatum
- Vaccinium brassii
- Vaccinium breedlovei
- Vaccinium brevipedicellatum
- Vaccinium brevipedunculatum
- Vaccinium bullatum
- Vaccinium bulleyanum
- Vaccinium caesariense
- Vaccinium calycinum
- Vaccinium cambodianum
- Vaccinium camiguinense
- Vaccinium campanense
- Vaccinium candidum
- Vaccinium capillatum
- Vaccinium capillipes
- Vaccinium cardiophorum
- Vaccinium carlesii
- Vaccinium carneolum
- Vaccinium carolinianum
- Vaccinium caudatum
- Vaccinium cavendishioides
- Vaccinium cavinerve
- Vaccinium centrocelebicum
- Vaccinium ceramense
- Vaccinium cercidifolium
- Vaccinium cereum
- Vaccinium cespitosum
- Vaccinium chaetothrix
- Vaccinium chamaebuxus
- Vaccinium chengiae
- Vaccinium chihuahuense
- Vaccinium chimantense
- Vaccinium chunii
- Vaccinium ciliatum
- Vaccinium claoxylon
- Vaccinium clementis
- Vaccinium coelorum
- Vaccinium commutatum
- Vaccinium conchophyllum
- Vaccinium confertum
- Vaccinium consanguineum
- Vaccinium continuum
- Vaccinium contractum
- Vaccinium convallariiflorum
- Vaccinium convexifolium
- Vaccinium cordifolium
- Vaccinium coriaceum
- Vaccinium cornigerum
- Vaccinium corymbodendron
- Vaccinium corymbosum - Amerikanskt blåbär
- Vaccinium costerifolium
- Vaccinium craspedotum
- Vaccinium crassiflorum
- Vaccinium crassifolium
- Vaccinium crassistylum
- Vaccinium crassivenium
- Vaccinium crenatifolium
- Vaccinium crenatum
- Vaccinium crinigerum
- Vaccinium cruentum
- Vaccinium cubense
- Vaccinium culminicolum
- Vaccinium cumingianum
- Vaccinium cuneifolium
- Vaccinium cuspidifolium
- Vaccinium cyclopense
- Vaccinium cylindraceum
- Vaccinium daphniphyllum
- Vaccinium darrowii
- Vaccinium debilescens
- Vaccinium decumbens
- Vaccinium delavayi
- Vaccinium deliciosum
- Vaccinium dendrocharis
- Vaccinium densifolium
- Vaccinium dentatum
- Vaccinium dialypetalum
- Vaccinium dictyoneuron
- Vaccinium didymanthum
- Vaccinium dipladenium
- Vaccinium distichum
- Vaccinium dobbinii
- Vaccinium dominans
- Vaccinium donianum
- Vaccinium dubiosum
- Vaccinium duclouxii
- Vaccinium dunalianum
- Vaccinium dunnianum
- Vaccinium eberhardtii
- Vaccinium ekmanii
- Vaccinium elegans
- Vaccinium elliottii
- Vaccinium elliptifolium
- Vaccinium elvirae
- Vaccinium emarginatum
- Vaccinium endertii
- Vaccinium epiphyticum
- Vaccinium erythrocarpum
- Vaccinium euryanthum
- Vaccinium evanidinervium
- Vaccinium exaristatum
- Vaccinium exul
- Vaccinium eymae
- Vaccinium fauriei
- Vaccinium filiforme
- Vaccinium filipes
- Vaccinium fimbribracteatum
- Vaccinium fimbricalyx
- Vaccinium finisterrae
- Vaccinium flagellatifolium
- Vaccinium floribundum
- Vaccinium foetidissimum
- Vaccinium formosum
- Vaccinium fragile
- Vaccinium fraternum
- Vaccinium furfuraceum
- Vaccinium fuscatum
- Vaccinium garrettii
- Vaccinium gaultheriifolium
- Vaccinium geminiflorum
- Vaccinium gitingense
- Vaccinium gjellerupii
- Vaccinium glabrescens
- Vaccinium glabrum
- Vaccinium glandellatum
- Vaccinium glauco-album
- Vaccinium glaucophyllum
- Vaccinium globosum
- Vaccinium goodenoughii
- Vaccinium gracile
- Vaccinium gracilipes
- Vaccinium gracillimum
- Vaccinium grandibracteatum
- Vaccinium griffithianum
- Vaccinium guangdongense
- Vaccinium habbemae
- Vaccinium haematochroum
- Vaccinium hagerupii
- Vaccinium hainanense
- Vaccinium haitangense
- Vaccinium halconense
- Vaccinium harmandianum
- Vaccinium hatamense
- Vaccinium hellwigianum
- Vaccinium henryi
- Vaccinium hiepii
- Vaccinium hirsutum
- Vaccinium hirtum
- Vaccinium hispidulissimum
- Vaccinium hooglandii
- Vaccinium horizontale
- Vaccinium hybridum
- Vaccinium igneum
- Vaccinium imbricans
- Vaccinium impressinerve
- Vaccinium inconspicuum
- Vaccinium indutum
- Vaccinium insigne
- Vaccinium intermedium - Blingon
- Vaccinium irigaense
- Vaccinium iteophyllum
- Vaccinium jacobeanum
- Vaccinium jagori
- Vaccinium japonicum
- Vaccinium jevidalianum
- Vaccinium kachinense
- Vaccinium kemulense
- Vaccinium kengii
- Vaccinium kingdon-wardii
- Vaccinium kjellbergii
- Vaccinium koreanum
- Vaccinium korinchense
- Vaccinium korthalsii
- Vaccinium kostermansii
- Vaccinium kunthianum
- Vaccinium laevigatum
- Vaccinium lageniforme
- Vaccinium lamellatum
- Vaccinium lamprophyllum
- Vaccinium lanceifolium
- Vaccinium lanigerum
- Vaccinium latifolium
- Vaccinium latissimum
- Vaccinium laurifolium
- Vaccinium leonis
- Vaccinium leptanthum
- Vaccinium leptocladum
- Vaccinium leptomorphum
- Vaccinium leptospermoides
- Vaccinium leschenaultii
- Vaccinium leucanthum
- Vaccinium leucobotrys
- Vaccinium ligustrifolium
- Vaccinium linearifolium
- Vaccinium littoreum
- Vaccinium lobbii
- Vaccinium longepedicellatum
- Vaccinium longicaudatum
- Vaccinium longiporum
- Vaccinium longisepalum
- Vaccinium loranthifolium
- Vaccinium lorentzii
- Vaccinium lucidum
- Vaccinium lundellianum
- Vaccinium luteynii
- Vaccinium luzoniense
- Vaccinium macgillivrayi
- Vaccinium macrocarpon - Amerikanskt tranbär
- Vaccinium madagascariense
- Vaccinium malacothrix
- Vaccinium mandarinorum
- Vaccinium manipurense
- Vaccinium margarettiae
- Vaccinium marianum
- Vaccinium mathewsii
- Vaccinium matudai
- Vaccinium megalophyes
- Vaccinium megaphyllum
- Vaccinium membranaceum
- Vaccinium meridionale
- Vaccinium microcarpum - Dvärgtranbär
- Vaccinium microphyllum
- Vaccinium minimiflorum
- Vaccinium minusculum
- Vaccinium minuticalcaratum
- Vaccinium miquelii
- Vaccinium mjoebergii
- Vaccinium modestum
- Vaccinium molle
- Vaccinium monanthum
- Vaccinium monetarium
- Vaccinium monteverdense
- Vaccinium montis-ericae
- Vaccinium morobense
- Vaccinium moultonii
- Vaccinium moupinense
- Vaccinium muriculatum
- Vaccinium myodianum
- Vaccinium myrsinites
- Vaccinium myrsinoides
- Vaccinium myrtilloides
- Vaccinium myrtillus - Blåbär
- Vaccinium myrtoides
- Vaccinium nagamasu
- Vaccinium neilgherrense
- Vaccinium nhatrangense
- Vaccinium nitens
- Vaccinium nubigenum
- Vaccinium nummularia
- Vaccinium obatapaquiniorum
- Vaccinium obedii
- Vaccinium oblongum
- Vaccinium oldhamii
- Vaccinium omeiensis
- Vaccinium oranjense
- Vaccinium oreites
- Vaccinium oreogenes
- Vaccinium oreomyrtus
- Vaccinium ortizii
- Vaccinium oscarlopezianum
- Vaccinium otophyllum
- Vaccinium ovalifolium
- Vaccinium ovatum
- Vaccinium oxycoccos - Tranbär
- Vaccinium pachydermum
- Vaccinium padifolium
- Vaccinium palawanense
- Vaccinium pallidum
- Vaccinium paludicolum
- Vaccinium papillatum
- Vaccinium papulosum
- Vaccinium paradisearum
- Vaccinium parvifolium
- Vaccinium parvulifolium
- Vaccinium paucicrenatum
- Vaccinium pedicellatum
- Vaccinium perrigidum
- Vaccinium petelotii
- Vaccinium philippinense
- Vaccinium phillyreoides
- Vaccinium piceifolium
- Vaccinium pilosilobum
- Vaccinium piperifolium
- Vaccinium pipolyi
- Vaccinium platyphyllum
- Vaccinium podocarpoideum
- Vaccinium praeces
- Vaccinium praestans
- Vaccinium pratense
- Vaccinium prostratum
- Vaccinium psammogenes
- Vaccinium pseudobullatum
- Vaccinium pseudocaracasanum
- Vaccinium pseudocaudatum
- Vaccinium pseudodialypetalum
- Vaccinium pseudorobustum
- Vaccinium pseudospadiceum
- Vaccinium pseudotonkinense
- Vaccinium pterocalyx
- Vaccinium puberulum
- Vaccinium pubicalyx
- Vaccinium pugionifolium
- Vaccinium pullei
- Vaccinium pumilum
- Vaccinium quinquefidum
- Vaccinium randaiensis
- Vaccinium rapae
- Vaccinium reticulato-venosum
- Vaccinium reticulatum
- Vaccinium retivenium
- Vaccinium retusifolium
- Vaccinium retusum
- Vaccinium rigidifolium
- Vaccinium roraimense
- Vaccinium roseiflorum
- Vaccinium rubescens
- Vaccinium rubroviolaceum
- Vaccinium sanguineum
- Vaccinium saxatile
- Vaccinium saxicola
- Vaccinium scandens
- Vaccinium schlechterianum
- Vaccinium schoddei
- Vaccinium schultzei
- Vaccinium sciaphilum
- Vaccinium sclerophyllum
- Vaccinium scoparium
- Vaccinium scopulorum
- Vaccinium scortechinii
- Vaccinium scyphocalyx
- Vaccinium secundum
- Vaccinium selerianum
- Vaccinium serrulatum
- Vaccinium setipes
- Vaccinium shaferi
- Vaccinium shikokianum
- Vaccinium siamense
- Vaccinium sieboldii
- Vaccinium sikkimense
- Vaccinium simulans
- Vaccinium simulatum
- Vaccinium singularis
- Vaccinium sinicum
- Vaccinium smallii
- Vaccinium sororium
- Vaccinium spaniotrichum
- Vaccinium sparsicapillum
- Vaccinium sparsum
- Vaccinium spiculatum
- Vaccinium stamineum
- Vaccinium stapfianum
- Vaccinium steinii
- Vaccinium stellae-montis
- Vaccinium stenanthum
- Vaccinium stenolobum
- Vaccinium stenophyllum
- Vaccinium steyermarkii
- Vaccinium striicaule
- Vaccinium subdissitifolium
- Vaccinium suberosum
- Vaccinium subfalcatum
- Vaccinium subulisepalum
- Vaccinium sulcatum
- Vaccinium sumatranum
- Vaccinium summifaucis
- Vaccinium supracostatum
- Vaccinium sylvaticum
- Vaccinium talamancense
- Vaccinium taquetii
- Vaccinium taxifolium
- Vaccinium tectiflorum
- Vaccinium tenax
- Vaccinium tenellum
- Vaccinium tenerellum
- Vaccinium tentaculatum
- Vaccinium tenuiflorum
- Vaccinium tenuipes
- Vaccinium thibaudifolium
- Vaccinium timonioides
- Vaccinium timorense
- Vaccinium tomicipes
- Vaccinium tonkinense
- Vaccinium trichocarpum
- Vaccinium trichocladum
- Vaccinium triflorum
- Vaccinium truncatocalyx
- Vaccinium tubiflorum
- Vaccinium turfosum
- Vaccinium uliginosum - Odon
- Vaccinium uniflorum
- Vaccinium urceolatum
- Vaccinium uroglossum
- Vaccinium urubambense
- Vaccinium vacciniaceum
- Vaccinium varingiifolium
- Vaccinium venosum
- Vaccinium versteegii
- Vaccinium verticillatum
- Vaccinium vidalii
- Vaccinium vietnamense
- Vaccinium villosiflorum
- Vaccinium virgatum
- Vaccinium viridiflorum
- Vaccinium viscifolium
- Vaccinium vitis-idaea - Lingon
- Vaccinium vonroemeri
- Vaccinium warburgii
- Vaccinium whiteanum
- Vaccinium whitfordii
- Vaccinium whitmeei
- Vaccinium whitmorei
- Vaccinium wilburii
- Vaccinium winitii
- Vaccinium wisselianum
- Vaccinium wollastonii
- Vaccinium wondiwoiense
- Vaccinium woodianum
- Vaccinium wrightii
- Vaccinium xerampelinum
- Vaccinium yakushimense
- Vaccinium yaoshanicum
- Vaccinium yatabei
- Vaccinium youngii